# زیاد بکری
زیاد بکری (عربی: زیاد بكري؛ زادهٔ ۲۷ مارس ۱۹۸۰) بازیگر و فیلمساز عرب اسرائیلی است.
از فیلم‌ها یا برنامه‌های تلویزیونی که وی در آن نقش داشته‌است می‌توان به زمانی که می‌ماند، گاناپات و امیره اشاره کرد.